# Leire Olaberria
Leire Olaberria Dorronsoro (ur. 17 lutego 1977 w Ikaztegieta) – hiszpańska kolarka torowa, brązowa medalistka olimpijska, brązowa medalistka mistrzostw świata i mistrzyni Europy.
Z powodzeniem startuje w wyścigu punktowym i omnium. Największymi jej osiągnięciami są: brązowy medal igrzysk olimpijskich w Pekinie w wyścigu punktowym i trzecie miejsce w mistrzostwach świata dwa lata później w omnium oraz mistrzostwo Europy elite w omnium w Pruszkowie w 2010 roku.
Wielokrotna mistrzyni Hiszpanii w różnych konkurencjach na torze.